# 日本熱帯医学会賞
日本熱帯医学会賞（にほんねったいいがくかいしょう、JSTM Award of Excellence Winners）は、一般社団法人 日本熱帯医学会に所属する優れた研究をおこなった会員に授与する賞。

## 概要
『日本熱帯医学会賞』は、日本熱帯医学会に所属する研究者によってなされた熱帯医学に関する顕著な業績を讚えるために、日本熱帯医学会賞を設け授与する。2004年に第一回授与式がおこなわれた。なお「日本熱帯医学会女性賞」も設けているが、本受賞者は全て男性のため男女を問わない時代に沿った賞にすべきとの意見も出ている。

## 受賞

### 日本熱帯医学会賞
| 年度               | 受賞者名・所属（氏名所属は受賞時）                    | 受賞理由 |
| ------------------ | ----------------------------------------------------- | --- |
| 2004年（平成16年） | 小島荘明（国際寄生虫対策アジアセンター）              | 住血吸虫症の研究とわが国の国際寄生虫対策への貢献 |
| 2005年（平成17年） | 野中薫雄（琉球大学）                                  | オンコセルカ症およびリーシュマニア症の研究と対策への貢献 |
| 2006年（平成18年） | 木村英作（愛知医科大学）                              | リンパ系フィラリア症制圧計画の基礎となる南太平洋サモアでの研究や近年の尿内フィラリア特異抗体を診断に応用する研究                                                                         |
| 2007年（平成19年） | 一盛和世（世界保健機関）                              | 世界フィラリア症撲滅計画の策定への寄与。太平洋の島々のフィラリア症の制圧への貢献 |
| 2008年（平成20年） | 大石和徳（大阪大学微生物病研究所）                    | ウガンダにおけるエイズ関連日和見感染症やフィリピンにおけるデング出血熱などに関する臨床的研究                                                                                             |
| 2009年（平成21年） | 平山謙二（長崎大学熱帯医学研究所）                    | 永年にわたり熱帯地域における感染症のヒト宿主抵抗性の遺伝子支配に関する研究に従事され優れた業績を残した                                                                                   |
| 2010年（平成22年） | 川本文彦（大分大学）                                  | マラリアの迅速診断・迅速治療に関する画期的方法を開発するとともに、その技術を東南アジア各国に紹介し、各地の医療従事者を教育して人材育成および技術の拡大に尽力した                         |
| 2011年（平成23年） | 西渕光昭（京都大学東南アジア研究所）                  | 永年にわたり熱帯・亜熱帯地域における細菌性腸管感染症の病原体生態学に関する研究に従事し優れた業績を残した                                                                                 |
| 2012年（平成24年） | 北潔（東京大学）                                      | 永年にわたり寄生虫の呼吸メカニズムに関する革新的な研究に従事し優れた業績を残した |
| 2013年（平成25年） | 森田公一（長崎大学熱帯医学研究所）                    | 永年にわたり熱帯における蚊媒介性ウイルスに関する研究に従事し 国際的に高い評価を得た |
| 2014年（平成26年） | 狩野繁之（国立国際医療研究センター）                  | マラリアの自然科学・社会科学・政策医療における研究でマラリア対策に繋がる優れた業績を残した                                                                                               |
| 2015年（平成27年） | 神馬征峰（東京大学）                                  | 熱帯医学領域に国際保健医療学の新しいパラダイムを融合させ、わが国および世界の熱帯医学の新たな方途を示し続けた                                                                             |
| 2016年（平成28年） | 金子明（大阪市立大学）                                | マラリア根絶に向けた介入研究で顕著な研究成果を上げ、とりわけ島嶼におけるマラリア研究では、南西太平洋やアフリカで新たな撲滅研究を展開し、我が国及び世界の熱帯医学の新たな方途を示し続けた |
| 2017年（平成29年） | 山城哲（琉球大学）                                    | 下痢症起炎細菌の疫学研究で顕著な成果をあげ、とりわけベトナムにおける拠点研究では基盤形成から人材育成に至るまでわか国およびアジアの熱帯医学の新たな方途を示し続けた                       |
| 2018年（平成30年） | 有吉紅也（長崎大学熱帯医学研究所）                    | 永年における西アフリカの二型ヒト免疫不全ウイルス感染症の疫学研究成果が高く評価された |
| 2019年（令和元年） | 押谷仁（東北大学大学院医学系研究科）                  | 永年における新興・再興ウイルス感染症の応用研究成果が高く評価された |
| 2020年（令和2年）  | 門司和彦（長崎大学）                                  | 永年にわたる熱帯医学・グローバルヘルス領域の研究成果および人材育成の功績が高く評価された                                                                                                 |
| 2021年（令和3年）  | 西園晃（大分大学医学部）                              | 永年にわたる狂犬病研究の功績が高く評価された |
| 2022年（令和4年）  | 皆川昇（長崎大学熱帯医学研究所）                      | 永年にわたるアフリカにおける熱帯医学研究の功績が高く評価された |
| 2023年（令和5年）  | 小林潤（琉球大学大学院 / 国際学校保健コンソーシアム） | 永年にわたる熱帯医学および学校保健に関する研究の功績が高く評価された |